# 野水重明
野水 重明（のみず しげあき、1965年10月13日 - ）は、日本の実業家。株式会社ツインバード代表取締役社長。

## 来歴
ツインバード工業前社長・野水重勝の長男として新潟県の燕三条地域で生まれ育つ。同地域は金属加工業者が2000社以上集まる「日本で一番社長が多いまち」。野水も幼稚園の頃から、スプーンをビニール袋に入れる程度の作業を手伝っていた。中学校、高校とサッカー部に所属。高校時代キャプテンを務める。この間も実家の手伝いを欠かさず、とくに夏場は炎天下の練習でへとへとになってからの立ち仕事がキツかった、という。
新潟県立三条高等学校を経て、1989年、工学院大学卒業とともにツインバード工業に入社。大手都市銀行に出向し、3年間勤務。1993年に長岡技術科学大学大学院に入学。工学研究科情報制御工学を専攻して博士号を取得。その後、ツインバードの香港事務所に勤務し、2003年に本社へ帰任。翌年、営業副本部長として東京支店に赴任。2009年に経営企画室長、2010年に専務に就任。
2011年に代表取締役社長へ就任、以来現職。その後、2014年を「ブランディング元年」と位置づけ、2015年には東京都内に情報発信拠点「ツインバード日本橋ゲートオフィス」を開設。2016年にプレミアム家電ブランド「マインツ」を立ち上げるなど、同社を再び成長軌道にのせる。
趣味は、読書、クラシック鑑賞、旅行。座右の銘は、「共創」。

## エピソード
- ツインバードが多品種少量生産に舵を切るきっかけをつくった。世の中にモノがあふれていない段階にあると、消費者は「うちには電子レンジがないからほしい」といった明快なニーズを持つ。しかし経済が成熟しモノが余ると、消費者は「自分のライフスタイルや価値観に合ったモノがほしい」と妥協せず選び始める。野水は「同じ調理家電でも、健康志向、時間を節約できるなどニーズが細分化してくる」と考え、多品種少量生産を実現、同社を再び成長軌道に乗せた。[2]
- 社長就任時、カリスマ経営者だった父・野水重勝に「代表権は僕ひとりに任せて下さい」と話した。当時、赤字も経験し、経営改革の必要性を痛感していたため、やむを得ない行動だった。この時、父は一週間ほど口をきかず、その後「俺もずっと生きられるわけじゃない。お前に任せる」と言った。野水は後年「必死の思いで育ててきた会社を人の手に委ねた父の潔さを思うと――私はまだ、彼の足下にも及んでいないのでは、と思う」と振り返った。[2]
- その後、「ブランパン対応ホームベーカリー」や「セレブリフト」、360度回転する扇風機「ピルエット」等、ツインバードのオンリーワン製品の開発を主導。ツインバードが有するスターリングクーラーの技術は、2011年にJAXAから打診されて開発した「温度の微調整が可能な宇宙実験用冷凍冷蔵庫」に用いられ、現在も国際宇宙ステーションで使われている他、その他の最先端の研究等にも使われている。[2]

## テレビ出演
- 日経スペシャル カンブリア宮殿 台頭する新興家電メーカー① ～便利なユニーク家電：ツインバード（2017年8月24日、テレビ東京）[3]

## 出版

### 著書
- 『ツインバードのものづくり 新潟の小さな町工場は、なぜ年商100億円を超える家電メーカーになれたのか』（2022年10月15日、プレジデント社）ISBN 9784833424677

### 関連書籍
- 『時代はフォローの風 ネットワーク型企業ツインバード工業の挑戦』（著者:野水重勝）（1995年11月30日、ダイヤモンド社）ISBN 9784478311417